# Bradiancourt
Bradiancourt ist eine französische Gemeinde mit 222 Einwohnern (Stand 1. Januar 2022) im Département Seine-Maritime in der Region Normandie. Sie gehört zum Arrondissement Dieppe und zum Kanton Neufchâtel-en-Bray. Die Einwohner werden Bradiancourtais und Bradiancourtaises genannt.

## Geographie
Bradiancourt liegt im Zentrum des Départements in der Landschaft Pays de Bray, etwa 31,5 Kilometer nordöstlich von Rouen und etwa 50 Kilometer südöstlich von Dieppe.
Umgeben wird Bradiancourt von den fünf Nachbargemeinden:
|             | Massy                                       | Fontaine-en-Bray |
| Bosc-Mesnil | Kompassrose, die auf Nachbargemeinden zeigt |                  |
| Neufbosc    |                                             | Sainte-Geneviève |

## Bevölkerungsentwicklung
| Jahr      | 1962 | 1968 | 1975 | 1982 | 1990 | 1999 | 2007 | 2014 |
| Einwohner | 139  | 114  | 118  | 117  | 131  | 138  | 183  | 231  |

## Sehenswürdigkeiten
- Die Kirche Saint-Martin wurde zwischen 1859 und 1861 im neuromanischen Stil errichtet.